# Open de Bruges de snooker 2010
L'Open de Bruges 2010 est un tournoi de snooker classé mineur, qui s'est déroulé du 30 septembre au 3 octobre 2010 au Boudewijn Seapark de Bruges en Belgique.

## Déroulement
Il s'agit de la sixième épreuve du Championnat européen des joueurs, une série de tournois disputés en Angleterre (7 épreuves) et en Europe continentale (5 épreuves), lors desquels les joueurs doivent accumuler des points afin de se qualifier pour la grande finale à Dublin.
L'événement compte un total de 166 participants, dont 128 ont atteint le tableau final. Le vainqueur remporte une prime de 10 000 €.
Le tournoi est remporté par Shaun Murphy qui défait Matthew Couch en finale par 4 manches à 2, terminant par un century. À noter la belle performance du Français Yannick Poulain qui a écarté l'expérimenté Tony Knowles 4 à 0 en qualifications, avant de s'incliner sur le même score au premier tour face à Joe Perry.

## Dotation
La répartition des prix est la suivante :
- Vainqueur : 10 000 €
- Finaliste : 5 000 €
- Demi-finaliste : 2 500 €
- Quart de finaliste : 1 400 €
- 8èmes de finale : 1 000 €
- 16èmes de finale : 500 €
- Deuxième tour : 200 €
- Vainqueur du tournoi "consolante" : 1 500 €
- Finaliste du tournoi "consolante" : 500 €
- Dotation totale : 50 000 €

## Phases finales
|  | Quarts de finale au meilleur des 7 manches | Quarts de finale au meilleur des 7 manches | Quarts de finale au meilleur des 7 manches |               |                | Demi-finales au meilleur des 7 manches | Demi-finales au meilleur des 7 manches | Demi-finales au meilleur des 7 manches |  |  | Finale au meilleur des 7 manches | Finale au meilleur des 7 manches | Finale au meilleur des 7 manches |
|  |                                            |                                            |                                            |               |                |                                        |                                        |                                        |  |  |                                  |                                  |                                  |
|  |                                            | Shaun Murphy                               | 4                                          |               |                |                                        |                                        |                                        |  |  |                                  |                                  |                                  |
|  |                                            | Bjorn Haneveer                             | 3                                          |               |                |                                        |                                        |                                        |  |  |                                  |                                  |                                  |
|  |                                            | Bjorn Haneveer                             | 3                                          |               | Shaun Murphy   | 4                                      |                                        |                                        |  |  |                                  |                                  |                                  |
|  |                                            |                                            |                                            |               | Shaun Murphy   | 4                                      |                                        |                                        |  |  |                                  |                                  |                                  |
|  |                                            |                                            | Mark Williams                              | 3             |                |                                        |                                        |                                        |  |  |                                  |                                  |                                  |
|  |                                            | Martin Gould                               | Mark Williams                              | 3             | 2              |                                        |                                        |                                        |  |  |                                  |                                  |                                  |
|  |                                            | Martin Gould                               |                                            |               | 2              |                                        |                                        |                                        |  |  |                                  |                                  |                                  |
|  |                                            | Mark Williams                              | 4                                          |               |                |                                        |                                        |                                        |  |  |                                  |                                  |                                  |
|  |                                            |                                            |                                            |               |                |                                        |                                        |                                        |  |  |                                  | Shaun Murphy                     | 4                                |
|  |                                            |                                            |                                            | Matthew Couch | 2              |                                        |                                        |                                        |  |  |                                  |                                  |                                  |
|  |                                            | Liang Wenbo                                | 1                                          |               |                |                                        |                                        |                                        |  |  |                                  |                                  |                                  |
|  |                                            | Fergal O'Brien                             | 4                                          |               |                |                                        |                                        |                                        |  |  |                                  |                                  |                                  |
|  |                                            | Fergal O'Brien                             | 4                                          |               | Fergal O'Brien | 3                                      |                                        |                                        |  |  |                                  |                                  |                                  |
|  |                                            |                                            |                                            |               | Fergal O'Brien | 3                                      |                                        |                                        |  |  |                                  |                                  |                                  |
|  |                                            |                                            | Matthew Couch                              | 4             |                |                                        |                                        |                                        |  |  |                                  |                                  |                                  |
|  |                                            | Matthew Couch                              | Matthew Couch                              | 4             | 4              |                                        |                                        |                                        |  |  |                                  |                                  |                                  |
|  |                                            | Matthew Couch                              |                                            |               | 4              |                                        |                                        |                                        |  |  |                                  |                                  |                                  |
|  |                                            | Ricky Walden                               | 2                                          |               |                |                                        |                                        |                                        |  |  |                                  |                                  |                                  |

## Finale
| Finale au meilleur des 7 manches Arbitre : ??? |                          |                          |
| Shaun Murphy Angleterre                        | 4 - 2 ( - )              | Matthew Couch Angleterre |
| 1 104                                          | Centuries Meilleur break | 0 ???                    |
| Shaun Murphy remporte l'Open de Bruges 2010    |                          |                          |